# EV-DO
EV-DO (de las siglas inglesas Evolution-Data Optimized o Evolution-Data Only), abreviado a menudo EV, es un estándar de telecomunicaciones para la transmisión inalámbrica de datos a través de redes de telefonía celular evolucionadas desde IS-95 (cdmaOne).
EV-DO está clasificado como un acceso de banda ancha y utiliza técnicas de multiplexación como CDMA (Code Division Multiple Access) y TDMA (Time Division Multiplex Access) para maximizar la cantidad de información transmitida. Es un estándar del grupo 3GPP2 que pertenece a la familia CDMA2000 y ha sido adoptado por muchos proveedores a nivel mundial, sobre todo en el continente americano, particularmente por aquellos que ya contaban con redes IS-95/cdmaOne (en competencia con las redes GSM).
EV-DO en redes CDMA2000 es significativamente más rápido que EDGE (Enhanced Data rates for GSM of Evolution, Tasas de Datos Mejoradas para la evolución de GSM) utilizado en redes GSM. Provee acceso a dispositivos móviles con velocidades de hasta 2.4 Mbit/s con Rev 0 y hasta 3.1 Mbit/s con Rev A.
EV-DO es el estándar 3G para IS-95/CDMA2000, mientras que WCDMA es el estándar 3G para redes GSM.
Existen varias revisiones del estándar, numeradas alfabéticamente, comenzando la primera como Rev 0 y posteriormente como Rev A.

## Rev 0
El diseño inicial de EV-DO fue desarrollado por Qualcomm en 1999 para cumplir con los requerimientos del IMT-2000 para obtener un enlace para descarga en comunicaciones estacionarias mayor a los 2 Mbit/s opuesto a las comunicaciones móviles como un teléfono celular. Inicialmente, el estándar fue llamando HDR High Data Rate, pero fue renombrado a 1xEV-DO después de que fue rectificado por el International Telecommunication Union (ITU); se le fue asignado la denominación numérica IS-856. Originalmente, 1xEV-DO se refería a "1x Evolution-Data Only", apuntando a que es una evolución directa de 1x (1xRTT), cuyos canales solo transportan tráfico de datos. 
Después, seguramente por las connotaciones negativas de la palabra "sólo" (only), las siglas "DO" que forman parte en el nombre del estándar 1xEV-DO fue cambiado a "Optimizado para Datos" (Data Optimized). Así, EvDO ahora significa "Evolution-Data Optimized", y el prefijo "1x" ha sido abandonado por la mayoría de los operadores, que sólo lo llaman Ev-DO. En el documento  (en inglés) encontramos términos más comerciales que hacen referencia a la optimización para transferencia datos en esta tecnología.

## Rev A
Rev A ofrece una creación más rápida de paquetes en ambos enlaces, subida y bajada (upload y download) a través de la interfaz inalámbrica que reduce la intermitencia y mejora las tasas de envío. Además al incremento máximo en el enlace de bajada de 2.45 Mbit/s a 3.1 Mbit/s, Rev A cuenta con una mejora sustancial en el enlace de subida, de 153 Kbit/s a un máximo de subida de 1.8 Mbit/s.
EVDO Rev A ha sido desarrollado y comercializado en Nueva Zelanda por Telecom New Zealand, en Japón por KDDI, en Estados Unidos por Sprint Nextel y Verizon Wireless, en Canadá por Bell Mobility y Telus Mobility, en República Checa por U:fon, en Ukrania por PEOPLEnet, en Rusia por Skylink y en Latinoamérica por VIVA República Dominicana Movilnet en Venezuela en Puerto Rico [www.openmobilepr.com] y Iusacell en México que también está preparando su lanzamiento comercial.
Aquí están algunos resultados mundiales de velocidades EVDO Rev 0 y Rev A:
Sprint Nextel y Verizon Wireless.

## Rev B
EvDO Rev B es la evolución progresiva de la especificación Rev A. Mantiene las capacidades de Rev A y provee las siguientes mejoras:
- Más velocidad en los enlaces de bajada (hasta 4.9 Mbit/s por operador). Implementaciones típicas incluyen tres operadores para un pico teórico máximo de 14.7 Mbit/s.
- Provee mayores tasas de transferencia compactando múltiples canales, mejora la experiencia de usuario y provee nuevos servicios como streaming para video de alta definición.
- Aprovecha más eficazmente el uso de la batería incrementando el tiempo de uso y de espera del terminal.
- Menos interferencias entre el usuario y la celda mediante la Reutilización Híbrida de la Frecuencia.
- Aumenta la eficiencia del soporte para servicios que tienen requerimientos asimétricos de transmisión como intercambio de archivos, navegación web y entrega de archivos multimedia por banda ancha.

Se puede ver un video en inglés demostrando las capacidades de Rev B. aquí

## Estándares de competencia potencial
Motorola propuso un nuevo sistema llamado 1Xtreme como una evolución de CDMA2000, pero fue rechazado por el 3GPP2. Después un estándar competidor llamado EV-DV desarrollado por Qualcomm, Lucent, Nokia, Motorola, etc. fue propuesto a 3GPP2 como una evolución alterna a CDMA. EV-DV significa "Evolution-Data and Voice" (Evolución de Datos y Voz), ya que la estructura de los canales era compatible con IS-95 e IS-2000 (1xRTT) permitiendo una implementación sobre la misma red (Ev-DO requiere una capa de red adicional cuando se implementa en modo mixto).
En ese tiempo, hubo mucho debate con respecto a DV y DO. Los operadores tradicionales con una red existente de voz preferían la implementación con DV, ya que no requería una capa adicional. Otros ingenieros en diseño y operadores con redes 1X para voz preferían EvDO porque no requería ser compatible con 1xRTT y con ello se podían explorar diferentes estructuras piloto y mejor control sobre canales, etc. Además el costo de la red era menor, ya que EvDO utiliza una red IP y no requiere una red SS7 así como complejos switches como el "mobile switching center" (MSC). El equipo no estaba disponible para EV-DV en el tiempo que se requería y cuando el mercado lo estaba solicitando. Como resultado, el estándar EV-DV era menos atractivo para los operadores y no ha sido implementado. Verizon Wireless, y después Sprint Nextel así como algunos operadores menores se pronunciaron a favor de implementar EvDO, así que en marzo de 2005, Qualcomm suspendió el desarrollo de chipsets EV-DV y se centralizó en mejorar la línea de producto de EVDO.
Varios operadores están cambiando a sus clientes a redes HSDPA. En Australia, Telstra anunció la terminación de su red EvDO y comenzó a migrar a sus clientes a su red más rápida HSDPA. En Corea del Sur, KTF y SK Telecom detuvieron la investigación sobre sus redes CDMA2000 y a principios del 2007 comenzó su transición comercial a las nuevas redes HSDPA.

## Aplicaciones Comerciales de EvDO
- BroadBand Access Servicio de Verizon Wireless en Estados Unidos
- Broadband Direct Servicio de Sprint en Estados Unidos
- BAM Banda Ancha Móvil Inalámbrica en México
- ZAP Servicio en Brasil
- Aba Móvil servicio de banda ancha inalámbrica por Movilnet, filial de CANTV en Venezuela, bajo esta tecnología.

## Proveedores que ofrecen EvDO a nivel mundial
- Wana en Marruecos
- Sprint Nextel Corporation
- Verizon Wireless
- Ampd (Gracias a la Red de Verizon Wireless)
- ACS
- Embarq
- Helio
- ACS en Alaska.
- Bell Mobility en Canadá. Sprint tiene convenio de Roaming EVDO con Bell Canada.
- Claro en Puerto Rico.
- Manitoba Telecom Services en Winnipeg y Brandon, Manitoba, Canadá.
- SaskTel Cobertura limitada en Regina y Saskatoon, Saskatchewan, Canadá.
- TELUS Mobility en Canadá.
- Iusacell a través del servicio BAM. Cuenta con Roaming en Estados Unidos con Sprint Nextel Corporation
- CNT en Ecuador
- Movilnet en Venezuela
- VIVO en Brasil
- Embratel en San Paulo, Brasil.
- Centennial en Puerto Rico
- Movistar en Guatemala
- Arobase Telecom en Costa de Marfil.
- Bayn en Marruecos.
- Belcell en Bielorrusia.
- Bourdex en Nigeria.
- Broadband Phillipines en Filipinas.
- Cañar en Sudán.
- Cellular One en Bermuda.
- CAT Telecom en Tailandia.
- E-Phone en Vietnam.
- esiaen Indonesia.
- Haitel en Haití.
- HT Mobile en Vietnam.
- ice Norway en Noruega.
- KDDI en Japón, además de ser el primer operador en ofrecer Ev-DO Rev. A.
- Mobile 8 Telecom en Indonesia.
- Mobilis en Argelia
- Movicel en Angola.
- Pelephone en Israel
- PEOPLEnet en las cuatro mayores zonas metropolitanas de Ucrania.
- S-Fone en Vietnam.
- Skylink en Rusia.
- Sotelma en Malí.
- Starcomms en Nigeria.
- Tatem en la República Democrática del Congo.
- Telecom New Zealand en Nueva Zelanda.
- Terracom en Ruanda.
- U:fon en the en República Checa.
- Wellcom en Rusia.
- Zantel en Zanzíbar, Tanzania.
- Zapp Mobile en Rumania.
- Viva en República Dominicana

## Proveedores de Infraestructura
Las siguientes compañías son los principales proveedores de infraestructura EvDO:
- Alcatel-Lucent
- Tellabs
- Huawei
- Ericsson
- Nortel
- Motorola
- Samsung
- ZTE
- Amazon

## Routers Celulares
- Router Celular
- WAAV, Inc.